# هاري هوغن
هاري هوغن (بالإنجليزية: Harry Hogan)‏ هو لاعب كرة قاعدة أمريكي، ولد في 1 نوفمبر 1876 في سيراكيوز في الولايات المتحدة، وتوفي بنفس المكان في 24 يناير 1934.

## وصلات خارجية
- هاري هوغن على موقعبيزبول رفرنس.كوم (الدوري الرئيسي) (الإنجليزية)